# Miasta Dżibuti

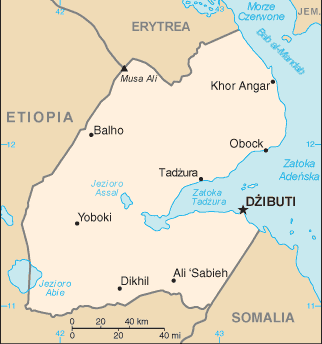

Według danych oficjalnych pochodzących z 2009 roku Dżibuti posiadało ponad 20 miast o ludności przekraczającej 1 tys. mieszkańców. Stolica kraju Dżibuti jako jedyne miasto liczyło ponad pół miliona mieszkańców; 1 miasto z ludnością 25÷50 tys.; 3 miasta z ludnością 10÷25 tys. oraz reszta miast poniżej 10 tys. mieszkańców.

## Największe miasta w Dżibuti
Największe miasta w Dżibuti według liczebności mieszkańców (stan na 29.05.2009):
| L.p. | Miasto                | Region     | Liczba ludności |
| ---- | --------------------- | ---------- | --------------- |
| 1.   | Dżibuti (جيبوتي)      | Dżibuti    | 623 891         |
| 2.   | Ali Sabieh (على صبيح) | Ali Sabieh | 40 074          |
| 3.   | Tadżura (تاجورة)      | Tadżura    | 22 193          |
| 4.   | Obock (أوبوك)         | Obock      | 17 776          |
| 5.   | Dikhil (دخيل)         | Dikhil     | 12 043          |
| 6.   | Arta (ارتا)           | Arta       | 6 025           |
| 7.   | Holhol (هلهول)        | Ali Sabieh | 3 519           |
| 8.   | Dorra (درة)           | Tadżura    | 1 873           |
| 9.   | Galafi (غالافي)       | Dikhil     | 1 849           |
| 10.  | Loyada (لويادا)       | Arta       | 1 646           |

## Alfabetyczna lista miast w Dżibuti
(w nawiasie nazwa oryginalna w języku arabskim)
- Alaili Dadda (علايلي دادا)
- Ali Sabieh (على صبيح)
- Arta (ارتا)
- As Ela (ايلى)
- Assamo (أسامو)
- Balho (بالهو)
- Chebelle (إعلانات)
- Daddato
- Daimoli
- Daoudaouya
- Dikhil (دخيل)
- Dorale
- Dorra (درة)
- Doumera
- Dżibuti (جيبوتي)
- Galafi (غالافي)
- Godoria
- Holhol (هلهول)
- Khor Angar
- Loyada (لويادا)
- Obock (أوبوك)
- Randa (راندا)
- Ras Siyyan (رأس سيان)
- Sagallou
- Tadżura (تاجورة)
- Yoboki (يوبوكي)